# Jerzy Bossak
Pour les articles homonymes, voir Bossak.
Jerzy Bossak (né le 31 juillet 1910 à Rostov-sur-le-Don, à l'époque dans l'Empire russe et mort le 23 mai 1989 à Varsovie) est un réalisateur, documentariste, enseignant et critique de cinéma polonais.

## Biographie
Jerzy Bossak a été professeur à l'Institut national des hautes études cinématographiques et théâtrales de Łódź.
Trois de ses films ont été présentés en compétition au Festival de Cannes, où son documentaire Inondations en Pologne a obtenu la Grand Prix du documentaire en 1947.

## Filmographie partielle
- 1947 : Inondations en Pologne (documentaire)
- 1951 : La paix vaincra (Pokój zdobedzie swiat) (documentaire)
- 1952 : Nous le jurons
- 1952 : Retour à la vieille ville
- 1957 : Varsovie 56
- 1961 : Septembre 39, c'était ainsi[2].
- 1963 : Requiem dla 500 tysiecy

## Récompenses et distinctions
- 1947 : Grand prix du documentaire pour Inondations en Pologne au Festival de Cannes 1947
- 1961 : Prix spécial du jury pour Wrzesien - tak bylo...
- 1963 : Prix du Festival de Cracovie pour Requiem dla 500 tysiecy